# 2024 McLaughlin
McLaughlin (asteroide 2024) é um asteroide da cintura principal, a 2,0029 UA. Possui uma excentricidade de 0,1386252 e um período orbital de 1 295,08 dias (3,55 anos).
McLaughlin tem uma velocidade orbital média de 19,53256042 km/s e uma inclinação de 7,31818º.
Este asteroide foi descoberto em 23 de Outubro de 1952 por Goethe Link Obs..